# Parabotia
Genre
Parabotia est un genre de poissons téléostéens de la famille des Cobitidae (ordre des Cypriniformes). Il s'agit de loches qui, pour la plupart, sont endémiques de la Chine, mais Parabotia dubia est originaire du Viêt Nam et Parabotia mantschurica du bassin de l'Amour.

## Liste des espèces
Selon World Register of Marine Species (1er janvier 2024) :
- Parabotia banarescui (Nalbant, 1965)
- Parabotia bimaculatus Chen, 1980
- Parabotia brevirostris Zhu & Zhu, 2012[2]
- Parabotia curtus (Temminck & Schlegel, 1846)
- Parabotia dubius Kottelat, 2001
- Parabotia fasciatus Dabry de Thiersant, 1872
- Parabotia kiangsiensis Liu & Guo, 1986
- Parabotia kimluani Nguyen, 2005
- Parabotia lijiangensis Chen, 1980
- Parabotia maculosus (Wu, 1939)
- Parabotia mantschuricus (Berg, 1907)
- Parabotia parvus Chen, 1980
- Parabotia vancuongi Nguyen, 2005

## Classification
Le nom valide complet (avec auteur) de ce taxon est Parabotia Dabry de Thiersant (d), 1872.

## Étymologie
Le nom générique, Parabotia, composé du grec ancien παρά, pará, « à côté de, auprès de », et du genre Botia, fait référence aux similarités et a la proximité présumée de ces deux genres.

## Publication originale
- P. Dabry de Thiersant, « Nouvelles espèces de poissons de Chine », in P. Dabry de Thiersant, P. (ed.), La pisciculture et la pêche en Chine, 1872, G. Masson, Paris, p. 178-192 (lire en ligne).